# Mózes Árpád
Mózes Árpád (Krizba, 1931. július 25. – Budapest, 2013. május 1.) erdélyi evangélikus lelkész, püspök.

## Életpályája
1956-ban végzett a Kolozsvári Protestáns Teológiai Intézetben. 1956–1957 között püspöki titkár a kolozsvári evangélikus püspökségen, majd Székelyzsombor megválasztott lelkésze.
1958-ban a társadalmi rend elleni szervezkedés vádjával életfogytiglani börtönbüntetésre ítélték, mivel írásban vállalt szolidaritást az 1956-os forradalommal egy a püspöknek benyújtott beadványban. Ezt az ítéletet  később 18 év szigorított börtönbüntetésre változtatták. Hat évet töltött kényszermunka-táborban a Duna-csatornánál.
1964-es szabadulása után Nagykárolyban lett evangélikus lelkész, ahol 1964–1978 között szolgált. 1978–1983 között a temesvári evangélikus egyházmegye esperese. 1983–1992 között, megtartva az esperesi tisztséget is, Aradon lelkész. 1992-ben püspökké választják, és  ezt a tisztséget 2004-ig megtartotta, amikor egészségi okokra hivatkozva nyugdíjaztatta magát. Ezután Nagykárolyban telepedett le. 2011-ben megkapta a város díszpolgári címét.
Rokoni látogatáson, Budapesten érte  a halál, Kolozsváron, a Házsongárdi temetőben helyezték örök nyugalomra.

## Művei
- Palást és bilincs; szerzői, Gyula, 2015

## Kitüntetései

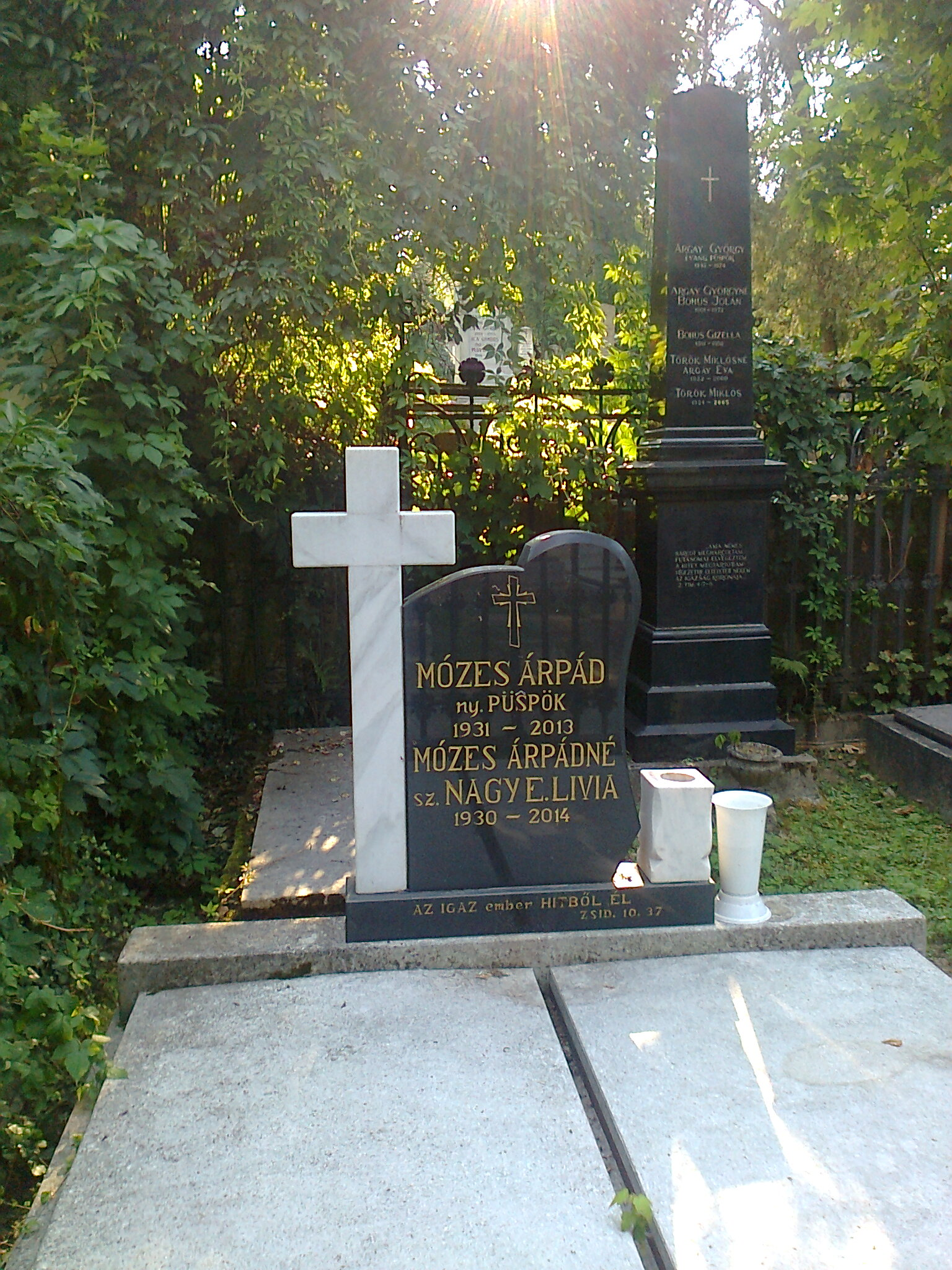
Sírja a Házsongárdi temetőben

- Magyar Közstársaság Középkeresztje, 2004
- Magyar Közstársaság  Hőse, 2008
- A magyarországi 56-os szervezet öt alkalommal tüntette ki.